# Passauer Glasmuseum

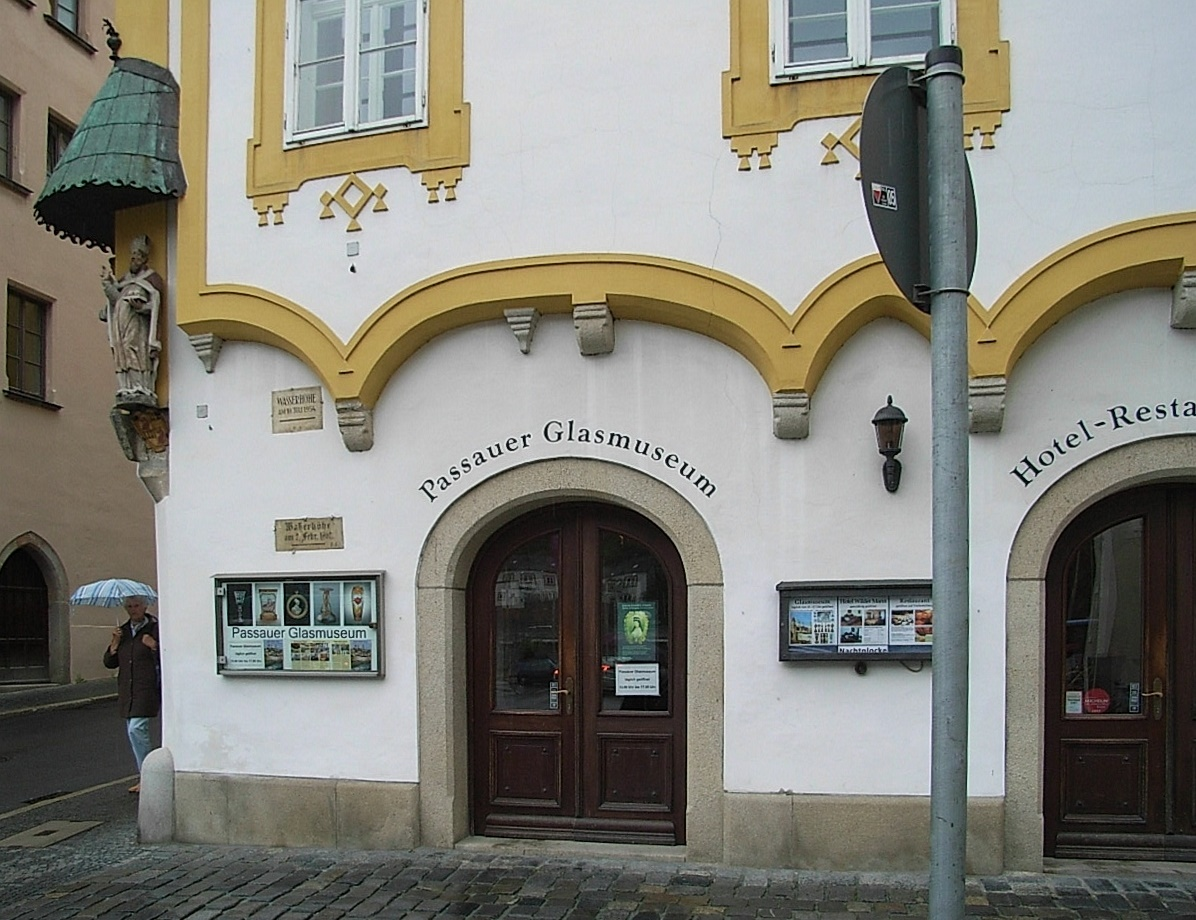
Eingang zum Glasmuseum

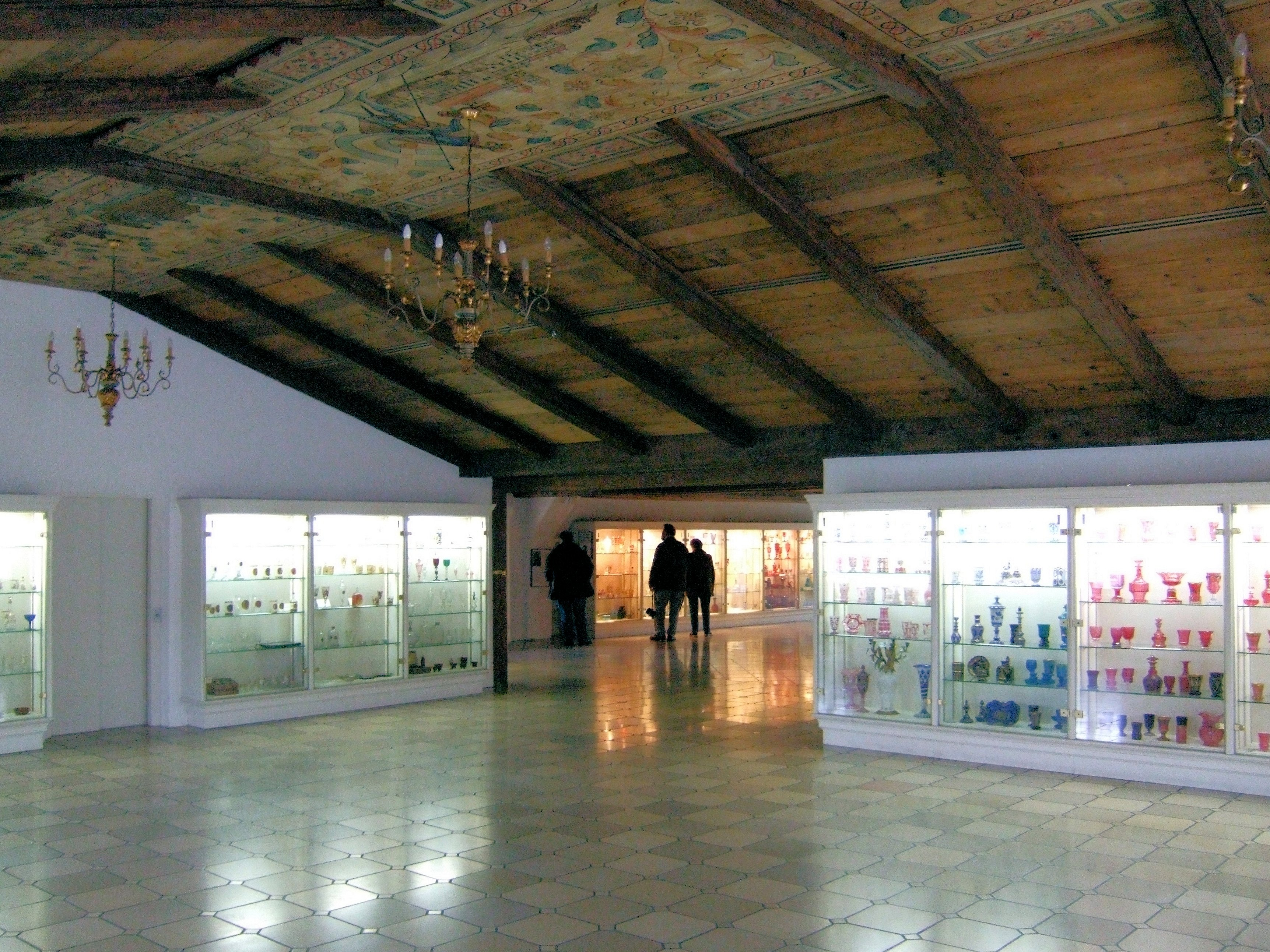
Obergeschoss

Das Passauer Glasmuseum ist das größte Glasmuseum der Welt zum Böhmischen Glas. Es befindet sich in der Nähe des Rathausturmes auf 2.200 m² im historischen Beherbergungsbetrieb „Wilder Mann“ in der Altstadt von Passau, Zugang über das ehemalige Stadtrichterhaus an der Ecke Schrottgasse/Höllgasse. Eröffnet wurde es am 15. März 1985, als Ehrengast anwesend war der US-Astronaut Neil Armstrong. Es ist in die Liste „National wertvolles Kulturgut“ eingetragen.
Die Sammlung umfasst über 30.000 Gläser des berühmten „Böhmischen Glases“, von denen 13.000 ausgestellt sind. Die Glasgeschichte wird in 25 Räumen von 1650 bis 1950 dokumentiert. Gezeigt werden u. a. Exponate aus Barock, Empire, Biedermeier, Klassizismus, Historismus, Jugendstil, Art déco und Moderne.
Sowohl das denkmalgeschützte Gebäude als auch die Glassammlung befinden sich im Eigentum der Unternehmerfamilie Höltl.